# Egon (Restaurantkette)

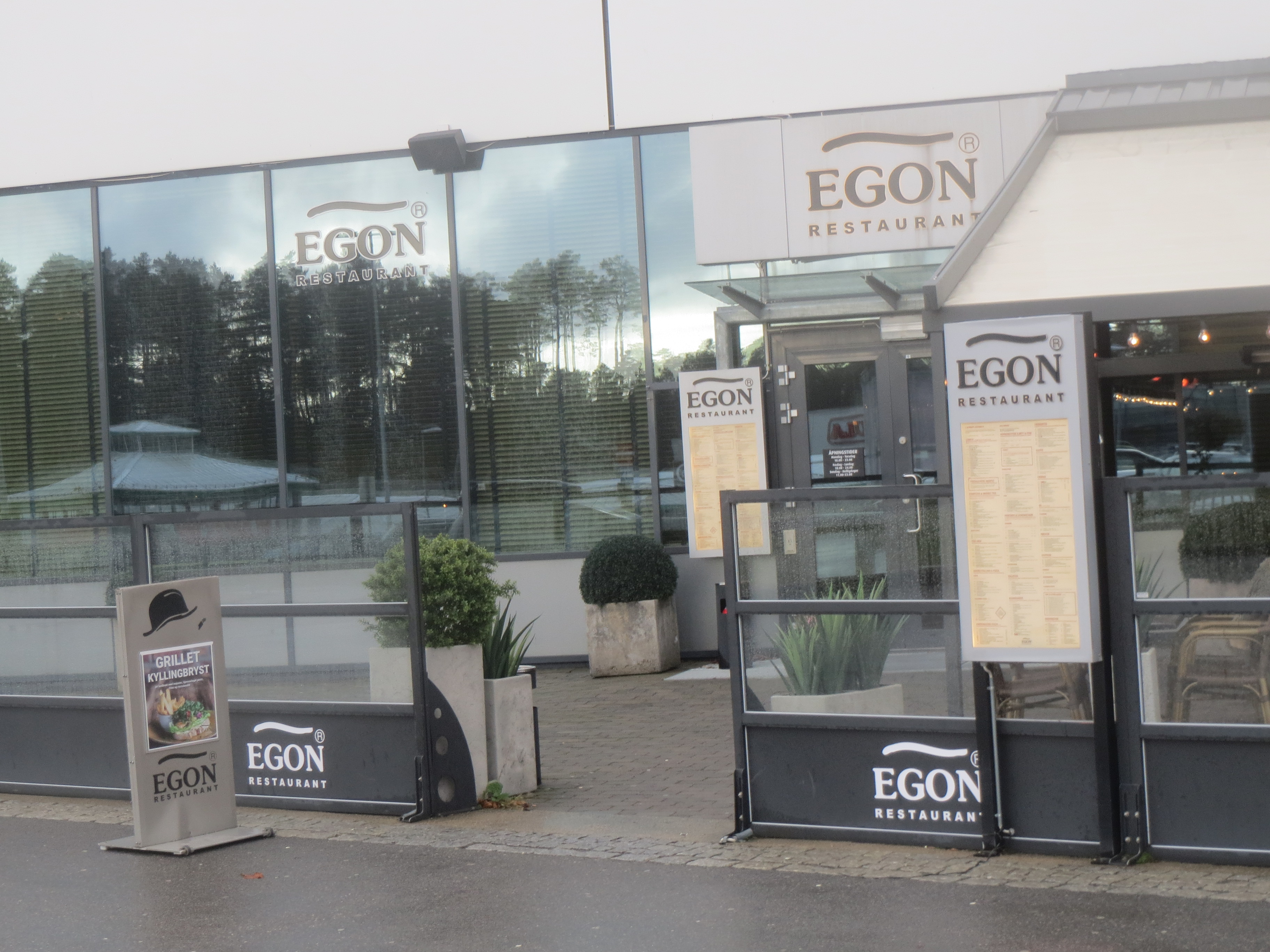
Eingang zu einem Egon-Restaurant

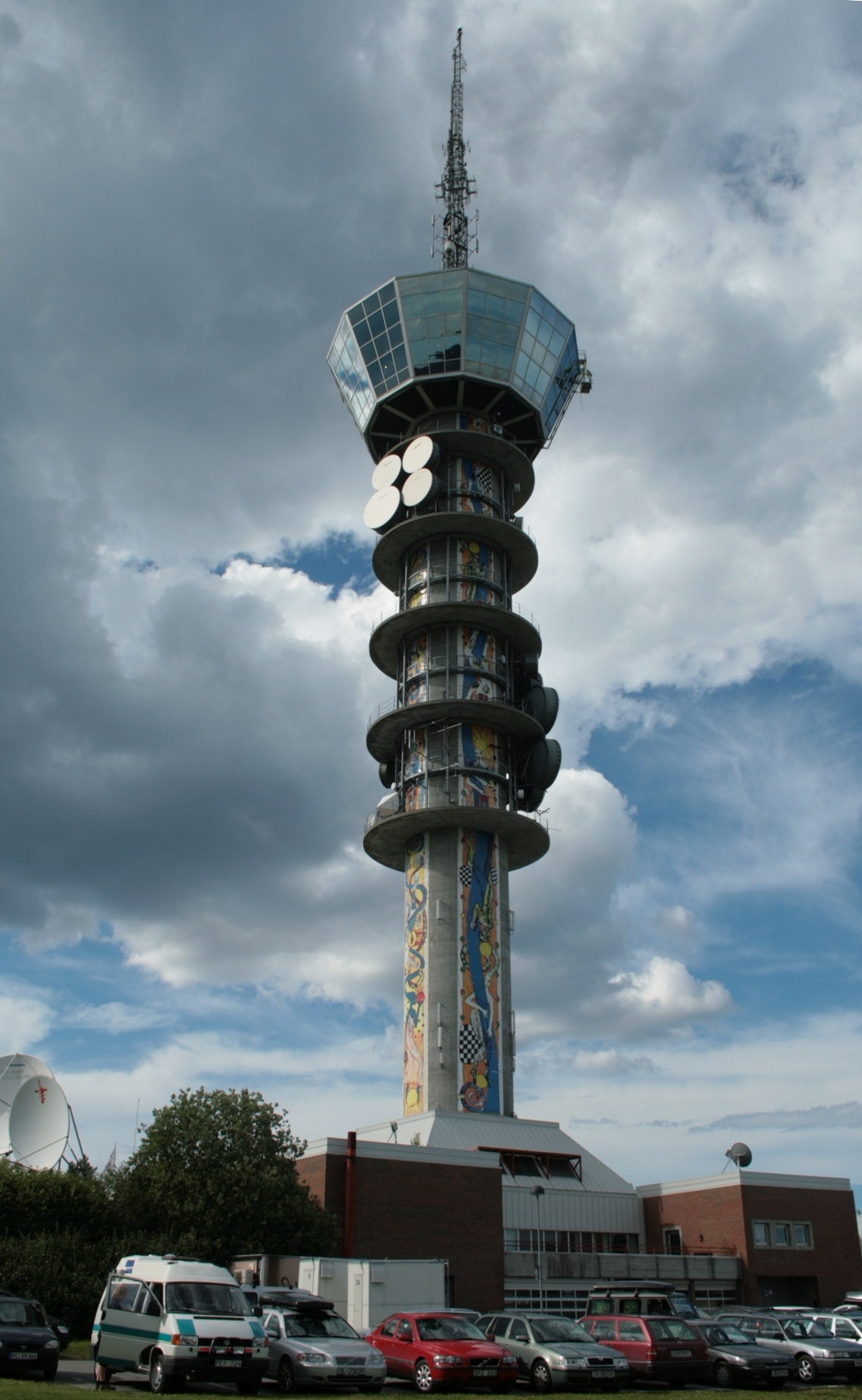
Tyholttårnet (Tyholt-Turm) in Trondheim mit einem Egon-Restaurant

Egon Restaurant ist eine 1984 gegründete norwegische Restaurantkette, nach einem in Norwegen entwickelten Schnellrestaurant-Konzept, und ein eingetragenes Warenzeichen der Norrein Gruppen (norwegische Hotel- und Gastronomie Gruppe) in Trondheim. Es gibt 43 Egon Restaurants, 40 in Norwegen und 3 in Schweden, mit fast 6 Millionen Gästen pro Jahr. 2018 betrug der Umsatz 1,52 Mrd. Norwegische Kronen (ungefähr 140 Mio. Euro).
Der Name der Restaurantkette kommt von der Filmfigur Egon Olsen aus der Olsenbande. Olsens Melone (Bowlerhut) ist dabei für die Restaurants zum Markenzeichen und Logo genommen worden. Da die norwegischen 14 Olsenbanden-Neuverfilmungen (der ursprünglich dänischen Olsenbande) dort einen sehr hohen Kultstatus genießen, besteht deswegen ein sehr hoher Wiedererkennungswert und Anziehungspunkt. Hinzu kommt, dass die norwegischen Olsenbande Junior-Kinderfilme als Filmreihe bis ins 21. Jahrhundert fortgesetzt wurden (2001–2010), die zu beliebtesten und erfolgreichsten Kinder- und Jugendfilmen in Norwegen zählen.
Des Weiteren werden in den Egon Restaurants verschiedene Filmrequisiten und -utensilien, wie z. B. Melone, Franz Jäger Tresore, Hebammentasche,  verschiedene Bilder und Plakate etc. die sich auf die Filme beziehen, zur Ansicht und Dekoration ausgestellt.
Das Konzept basiert in einem hohen Maß auf Selbstbedienung, wobei von den Gästen alle Speisen und Getränke selbst an der Bar bestellt und bezahlt werden müssen. Die Getränke müssen immer selbst geholt werden, nur das Essen wird an den Tischen serviert. Die Menüs umfassen 12 Frühstücksangebote, 12 Vor- und Mittagsgerichte, 12 Hauptgerichte, 12 verschiedene Sorten von Pizzen, Vorspeisen, Salaten, Sandwiches und Burgern, sowie 5 bis 6 unterschiedliche Desserts.
Die Innenräume bei Egons sind meist rau, mit Backstein, rustikalen Holzverkleidungen und anderen dekorativen Elementen ausgestattet.
Das erste Egon-Restaurant wurde 1984 in Oslo (Nordstrand) eröffnet. Zur Eröffnung wurde der Schauspieler Arve Opsahl als Stargast eingeladen. Opsahl spielte immer in den norwegischen Olsen-Neuverfilmungen der ursprünglichen dänischen Olsenbande, die Hauptrolle des Egon Olsen.
Zurzeit gibt es 40 Egon Restaurants in Norwegen (Stand: November 2020), davon 11 in Viken, 6 in Trøndelag, 5 in Oslo, 5 in Vestland, 4 in Rogaland, 3 in Agder, 2 in Innlandet, 2 in Møre og Romsdal, 2 in Troms und 1 in Nordland sowie 3 Restaurants in Schweden. Auch mehrere Hotels haben das traditionelle Hotel-Restaurant durch ein sogenanntes Egon Konzept ersetzt.
In Trondheim ist ein rotierendes Egon Restaurant auf dem Tyholt-Turm, das sich immer innerhalb einer Stunde um 360 Grad dreht.